# Daňové právo

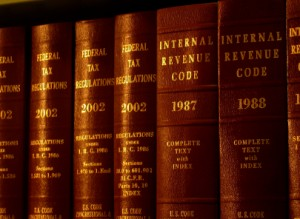
Mezinárodní daňové právo

Daňové právo (také berní právo) je odvětvím práva veřejného, tvoří základ práva finančního. Lze jej chápat jako regulaci společenských vztahů, jejichž objektem jsou daně. Daňové právo zahrnuje v širším slova smyslu kromě daní také další zákonem stanovené peněžní odvody (poplatky, cla a ostatní platby). Správu daní v České republice upravuje tzv. daňový řád.

## Daň
Daň je povinná, nevratná, zákonem určená platba do veřejného rozpočtu, je neúčelová. Vedle ní stát vybírá od soukromých subjektů i poplatky.

## Poplatky
Poplatky jsou peněžité dávky za služby poskytované veřejným sektorem, úkony, za které se vybírají a jejich výši stanoví zákon. Poplatky mohou být státní nebo místní.

## Prameny daňového práva
Prameny práva daňového jsou právní normy regulující daňověprávní vztahy. Jsou souborem pravidel zavazujících určitý okruh osob na konkrétním státním území k peněžním odvodům do veřejného rozpočtu. Prameny daňového práva České republiky jsou:
- ústavní pořádek České republiky
- ratifikované mezinárodní smlouvy
- přímo aplikovatelné normy komunitárního práva
- zákony
- nařízení vlády
- vyhlášky

## Zásady daňového práva
Za zásady daňového práva lze považovat i obecné právní principy (zejména principy práva finančního). Hlavní zásadou daňového práva dle Listiny základních práv a svobod je v České republice ustanovení, podle kterého lze daně vybírat pouze na základě zákona. Charakteristické zásady daňového práva jsou tyto:
- nulum tributum sine lege (není daně bez zákona)
- zásada daňové spravedlnosti
- zásada zákazu dvojího zdanění jednoho a téhož příjmu
- zásada jednoznačnosti předpisu daňového práva
- zásada primárně fiskálního účelu zdanění
- zásada únosnosti daně

## Základní prvky daně
Daň je určitý druh právního vztahu. Prvky daně jsou charakteristické pro daňověprávní vztah, obsahují práva a povinnosti zúčastněných stran. Na základě ustavení těchto prvků je určen vznik, trvání a zánik daňověprávního vztahu. Těmito prvky jsou:
- daňový subjekt
- daňový objekt
- základ daně
- sazba daně
- korekční prvky (osvobození od daně, daňová úleva, sleva na dani, zvýšení daní)
- rozpočtové určení (zde např. rozpočtové určení daní v České republice)
- správce daně
- podmínky placení